# Achille (opera)
Achille è un'opera in due atti di Ferdinando Paër su libretto di Giovanni de Gamerra. La prima rappresentazione ebbe luogo il 6 giugno 1801 al Teatro di Porta Carinzia di Vienna. Tra gli interpreti vi era la moglie del compositore, il soprano Francesca Riccardi nel ruolo di Briseide.
Si dice che Achille, una delle migliori opere del primo periodo di Paër, sia stata particolarmente ammirata da Napoleone. Una marcia funebre in do minore contenuta nell'opera impressionò Beethoven e potrebbe aver contribuito a ispirare il secondo movimento della sinfonia Eroica pochi anni dopo. 
La prima esecuzione assoluta in epoca moderna ebbe luogo al Teatro Comunale di Bologna il 5 gennaio 1989.

## Trama
La scena è parte sotto Lirnesso, parte in Lirnesso, e nel Campo generale dei Greci.

### Atto I
Durante la guerra di Troia, Achille e Agamennone cingono d'assedio la città di Lirnesso, alleata dei troiani. Achille è innamorato di Briseide, la figlia di Briseo, re di Lirnesso, che aveva conosciuto tempo prima durante un soggiorno della ragazza e del padre nella città di Sciro. Briseo viene sconfitto e Achille chiede come unico trofeo di poter condurre con sé Briseide. Briseide, che ricambia i sentimenti di Achille, acconsente a partire con lui, con disappunto di Agamennone, anch'egli infatuato della giovane.

### Atto II
Agamennone fa rapire Briseide. Achille, furioso, rifiuta di partecipare ai combattimenti contro Troia e manda in sua vece l'amico Patroclo, a cui fa indossare la propria armatura. Briseide però riesce a fuggire e raggiunge Achille, che viene preso dal rimorso per avere mandato in battaglia Patroclo, che poco dopo muore. Agamennone infine riconosce che Briseide deve essere di Achille, tra i due eroi ritorna l'intesa e insieme riprendono la battaglia.

## Struttura musicale
- Sinfonia

### Atto I
- N. 1 - Introduzione Di Teti invitto il figlio (Coro, Achille)
- N. 2 - Coro O progenie immortal de' Pelidi
- N. 3 - Duetto fra Achille e Agamennone Sei grande in campo, 'l vedo
- N. 4 - Coro e Cavatina di Briseide Pronte son le turbe ostili - Arrestate il piè tremante (Briseide, Coro)
- N. 5 - Duetto fra Patroclo e Briseide Dille, che lei sol bramo
- N. 6 - Coro Furioso Achille
- N. 7 - Terzetto fra Achille, Briseo e Briseide Dunque andiam: più non si tardi
- N. 8 - Finale I Le ostili spoglie (Agamennone, Achille, Briseide, Briseo, Coro)

### Atto II
- N. 9 - Duetto fra Achille e Briseide Per te, mio tesoro
- N. 10 - Coro Vieni, t'affretta, e taci (Coro, Briseide)
- N. 11 - Terzetto fra Achille, Agamennone e Patroclo Sotto mentita faccia
- N. 12 - Duetto fra Agamennone e Briseide Invan con quelle lagrime
- N. 13 - Duetto fra Achille e Patroclo Vanne, t'affretta, e scossa (Achille, Patroclo, Coro)
- N. 14 - Coro Frena le lagrime (Ippodamia, Coro, Briseide)
- N. 15 - Aria di Briseide Ah finor nell'alma mia (Briseide, Ippodamia, Coro)
- N. 16 - Aria di Achille Ecco il suo busto esangue (Achille, Coro, Briseide)
- N. 17 - Finale II Ritorni al Tartaro (Coro, Achille, Briseide, Agamennone, Sacerdote, Briseo)

## Discografia
- 1989 - Iorio Zennaro (Achille), Paolo Gavanelli (Agamennone), Anna Caterina Antonacci (Briseide), Alfonso Antoniozzi, (Patroclo), Valeria Esposito (Ippodamia) - Direttore: Renato Gobbi - Orchestra e Coro del Teatro Comunale di Bologna - CD: House of Opera CD8328/9[5]